# Lucio Menenio Lanato
Lucio Menenio Lanato (en latín Lucius Menenius Lanatus), fue cónsul en 440 a. C., con Próculo Geganio Macerino como colega.
Lucio Menenio era hijo del cónsul del año 477 a. C., Tito Menenio Lanato y nieto del también consular Agripa Menenio Lanato.
Durante su consulado hubo una gran hambruna en Roma, y fue instituida, por primera vez, una prefectura de la annona, en la persona de Lucio Minucio Augurino, aunque no fue hasta el año siguiente que, producto de esta situación, se llevó a cabo la conspiración de Espurio Melio. (Liv. iv. 12; Diod. Xii. 36.)